# Robert Burgundský
Robert Burgundský řečený také Robert z Artois (francouzsky Robert de Bourgogne, 1300 – 1315) byl burgundský hrabě.

## Život
Narodil se jako jeden ze dvou synů burgundského hraběte Oty IV. a Mahaut, dcery hraběte Roberta II. z Artois. Roku 1303 mu otec zemřel na následky zranění z bitvy u Cassellu a Robert zdědil hrabství. Samostatné vlády se nedočkal, zemřel jako patnáctiletý chlapec a jeho dědičkou se stala sestra Johana.
Robertův náhrobek, původně v pařížském klášteře menších bratří, dnes v Saint-Denis, je dílem Jeana Pépina de Huy, dvorního Mahautina sochaře z oblasti Liège.